# Браун, Джо (альпинист)
Джо́зеф (Джо) Бра́ун (англ. Joe Brown; 26 сентября 1930, Манчестер, Ланкашир — 15 апреля 2020, Лланберис, Гуинет) — британский альпинист; в 1950-х и начале 1960-х годов считался выдающимся пионером скалолазания. Вместе со своим напарником по скалолазанию Доном Уиллансом был представителем нового поколения британских послевоенных альпинистов из рабочего класса, в отличие от профессионалов из высшего и среднего класса, которые доминировали в этом спорте вплоть до Второй мировой войны. Некоторые из восхождений Брауна были показаны по телевидению. Участвовал в съемках сцен альпинизма в кино. Скончался 15 апреля 2020 года в возрасте 89 лет.

## Ранние годы
Браун родился в Ардвике, Манчестер, Англия. Был седьмым ребёнком в семье. Когда Брауну было восемь месяцев умер отец. Мать была вынуждена работать прачкой и уборщицей. В своей автобиографии «Тяжелые годы» Браун вспоминал, как его запретили быть скаутом за отказ ходить в церковь.
После окончания школы учился и работал сантехником и строителем. В 1949-50 гг. был призван на военную службу, которую проходил в
Royal Army Ordnance Corps. В свободное время занимался скалолазанием. В результате бытовой драки получил сложный перелом ноги, на лечение которого потребовалось три месяца.

### Комментарии
1. ↑  Служба снабжения и ремонта техники в британской армии

### Сноски
1. 1 2  Joe Brown (climber) // SNAC (англ.) — 2010.
2. 1 2  https://www.dailypost.co.uk/news/climbing-legend-joe-brown-died-18101564
3. ↑  Legendary climber Joe Brown dies. The British Mountaineering Council (16 апреля 2020). Дата обращения: 17 апреля 2020. Архивировано 11 июня 2020 года.
4. 1 2  «Joe Brown Biography» Joe-Brown.com.